# 外交学院
- 關於中华人民共和国外交部成立的外交外事人员培训机构，請見「中国外交培训学院」。
- 關於中华民国外交部所属、位于台北市的培训机构，請見「外交部外交及国际事务学院」。
- 關於现名“国际关系学院”、位於北京市的高等学校，請見「国际关系学院 (北京)」。

外交学院（英語：China Foreign Affairs University，缩写为），是中华人民共和国外交部直属、外交部与教育部共同建设，以培养外交外事复合型人才为主的文科外语类高等学校。
外交学院创立于1955年9月，是在中国人民大学外交系的基础上，由周恩来总理提议建立的。陈毅曾长期兼任外交学院院长。现任院长是中国国际问题研究专家王帆，党委书记是中国驻瑞士前大使王世廷。
外交学院秉承“小学校、大视野、优人才”办学理念，以外交、外语教学为主导，坚持“小而精”的教学体系。建校至今，外交学院的毕业生中已有超过300人担任中华人民共和国的特命全权大使，参赞以上的高级外交官则有数千人，因此被誉为“中国外交官的摇篮”。外交学院现有两个校区：展览路校区于1956年启用，而位于昌平区沙河高等教育园的沙河校区则于2012年投入使用。

## 校史

### 创办时期（1953-1957年）
外交学院筹办的历史可上溯至1950年成立的中国人民大学外交系。为解决建国初期外交人才稀缺的问题，1953年6月2日，中华人民共和国外交部根据中央人民政府政务院总理周恩来的指示，起草了《关于今后培养外交干部的几项建议》，首次提出设立外交学院。1954年，经中国共产党主席毛泽东批准，在中国人民大学外交系基础上筹建外交学院的工作正式提上议事日程。1954年12月8日，外交部成立了外交学院建院筹备委员会，由外交部副部长伍修权任主任、办公厅主任阎宝航任副主任。
1955年9月，中国人民大学外交系教师队伍大部，以及外交系的全部学生和部分行政管理干部转入外交学院，同时以外交学院的名义招收了1955级新生，学生大多为中共中央组织部以外交学院名义从各大局抽调的科级干部。1955年9月10日，外交学院在北京西苑的中直机关礼堂召开了成立大会，国务院总理周恩来亲自为外交学院题写校牌，外交学院的校庆日也定于此日，1951年8月周恩来对外交部干部提出的十六字方针“站稳立场、掌握政策、熟悉业务、严守纪律”也成为了外交学院校训。1955年9月12日，由于校舍尚未完工，学生在位于西苑的原北京外国语学院校舍和外交部文化补习学校校舍开课。1956年3月，位于西城区阜成门外的展览路校区建成，学院迁入新址。1957年，张闻天和孟用潜依托外交部，成立了专门从事国际问题研究的机构国际关系研究所，并与外交学院、世界知识出版社和相关图书馆整合。
建校初期，外交学院针对中华人民共和国建国初期外交的需求，确定了“培养初级和中级的外交干部”的办学任务，开办了本科四年制、五年制、研究生课程，及多种针对不同外交工作的专科教育、短期培训班，同时也承担了外交部分派的教育教学、外交官轮训等工作。

### 教学调整、更名与复名（1957-1965年）
1957年以后，由于外交系统的初中级干部人数接近饱和，外交学院的办学理念开始转向培养更高层次的青年外交干部。1958年9月1日，经中央批准，外交学院改名国际关系学院，陈辛仁任院长兼党委书记。1959年起，国际关系学院重新划分了学院结构，缩短了就学时长，紧缩了外交业务课。1960年，为进一步明确办学目的，外交部将国际关系学院改为专业干部学校。
1961年10月5日，国务院全体会议第113次会议批准外交学院恢复原校名，任命时任副总理兼外交部长陈毅兼任外交学院院长，陈辛仁为外交学院副院长。1965年，学院原外事干部学校部分再次分出，建立现今的国际关系学院。这一时期频繁的教学调整，与中华人民共和国外交政策的变化不无关系。

### “文化大革命”时期（1966-1970年）
1966年6月，“文化大革命”开始后，外交学院学生自发组织“造反兵团”，学院的各级领导多被揪斗，教学工作被迫停止。1967年底，解放军进驻学院，“造反兵团”解散。1968年，“工宣队”、“军宣队”同时进驻学院，学院有超过一百人受到批斗。
1969年9月17日，外交部造反派以“执行修正主义路线”为由，以部党委、进驻政治部军代表和大联委的联合名义向中央提出《关于停办外交学院的请示》。10月27日，周恩来被迫同意停办外交学院，全体师生下放江西五七干校劳动。1970年1月3日，外交学院的下放办公室撤消，校舍、设备由解放军总政文工团接收，外交学院至此废校。

### 复校以来的外交学院

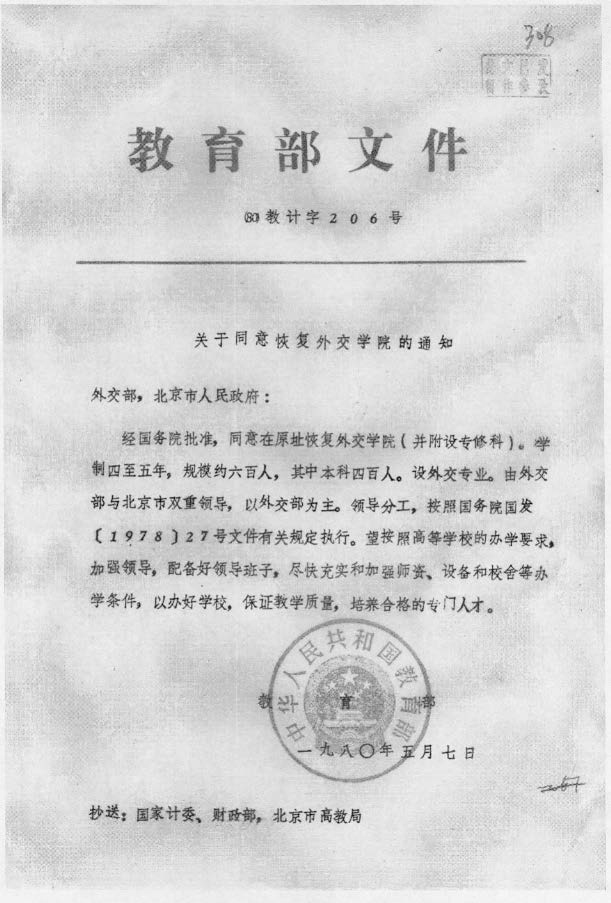
1980年5月7日，教育部发文同意外交部与北京市人民政府恢复外交学院。

1977年高考恢复后，恢复外交学院的声音便开始出现。1977年10月26日，外交学院35名老职工联名上书时任中共中央副主席兼国务院副总理邓小平，请求恢复外交学院。邓小平11月4日批示：“请先念同志考虑”。1978年8月31日，国务院批转教育部《关于退还被占用校舍的请示报告》（国发(1978)166号），决定恢复全国范围内的高等学校，外交学院也在其列。
1979年6月，外交部向中央提交《关于恢复外交学院的请示报告》。1980年5月7日，教育部签发文件《关于同意恢复外交学院的通知》（(80)教计字206号），在原址恢复外交学院，同年9月开始重新招收本科生。1981年11月3日，外交学院成为硕士学位授予单位，取得法学等五个学科的硕士学位授予权。1984年1月13日，外交学院又取得特殊用途外语（英语、法语）专业等两个学科的硕士学位授予权与历史学国际关系史专业博士学位授予权，自1985年起招收博士研究生。
为了保证外交学院毕业生达到外交部“外语、业务双过关”的要求，外交学院自1985年起实行“四•二”双学位学制，同时调整了其他一批培训、专科生学制，还成立了夜大学。1984年9月，外交学院创办了《外交学院学报》，2005年更名为《外交评论》，现为国家社科基金资助期刊。
伴随外交部扩大干部录用渠道，1991年4月4日，外交部决定，外交部及部属单位每年通过考试，从外交学院择优录用毕业生约60人左右，其余通过双向选择落实就业单位后由国家派遣，自此废除了外交学院“包分配”的传统就业政策。1995年，外交学院整并国际法教学力量，成立国际法系。同年10月，学院筹建国际经济系，并于1998年成立招生，后更名国际经济学院。
2002年，经外交部批准，外交学院开始扩大办学规模、建设新校区。位于昌平区沙河地区的新校区建设项目在2005年3月1日获得国家发展与改革委员会批准，于2012年落成。当年9月，学院大一新生、大二学生和部分教职工入住沙河校区，时任国务院总理温家宝于9月10日出席了周恩来和陈毅铜像的揭幕仪式。
2003年，中华民国外交部在台北市筹建外交部外交及国际事务学院（Institute of Diplomacy and International Affairs，亦简称“外交学院”），中國外交学院将英文校名由原先的“Foreign Affairs College, Beijing”更改为现在的“China Foreign Affairs University”。
2014年1月3日，外交部、教育部决定共建外交学院，改变原先外交部单独管理的现状。两部将建立协调机制，在政策扶持、经费保障、学科建设、科学研究、人才培养、干部培训、师资队伍建设等方面加大对学院的支持力度。
2016年3月，中国外交培训学院于外交学院沙河校区成立，承担全国外交外事人员、国际职员后备人员的培训，以及相关国际交流合作等工作，与外交学院一个机构两块牌子。

## 校园

### 展览路校区
外交学院展览路校区位于北京市西城区展览馆路24号，建成于1956年，校园面积约50亩。校园内设有主楼、学生宿舍楼、图书馆、国际交流中心等教学设施，校园北区和东区为家属区。
由于展览路校区位于北京西二环附近，校园狭小，因此难以引人注意，加之校门旁建设的中国石化加油站与校门建筑结构相仿且更高、更容易被出租车司机注意，因此外交学院又被校友戏称为“展览路加油站附属学校”。近年来，学院针对展览路校区建筑破旧拥挤、居住人员混杂等问题，展开了一系列改造工程。

### 沙河校区
沙河校区位于北京市昌平区沙河高等教育园内的高教园南三街5号，一期工程占地面积433亩，总面积近11万平方米，总投资约3.8亿人民币，于2012年9月正式投入使用，时任国务院总理温家宝于当年9月10日出席了周恩来和陈毅铜像的揭幕仪式。
沙河校区一期工程设有教学楼、信息中心、图书馆、礼堂、学生公寓、体育中心及相关康乐设施。但在建设过程中产生了财务问题，涉及国家资金超过3,800万元人民币。

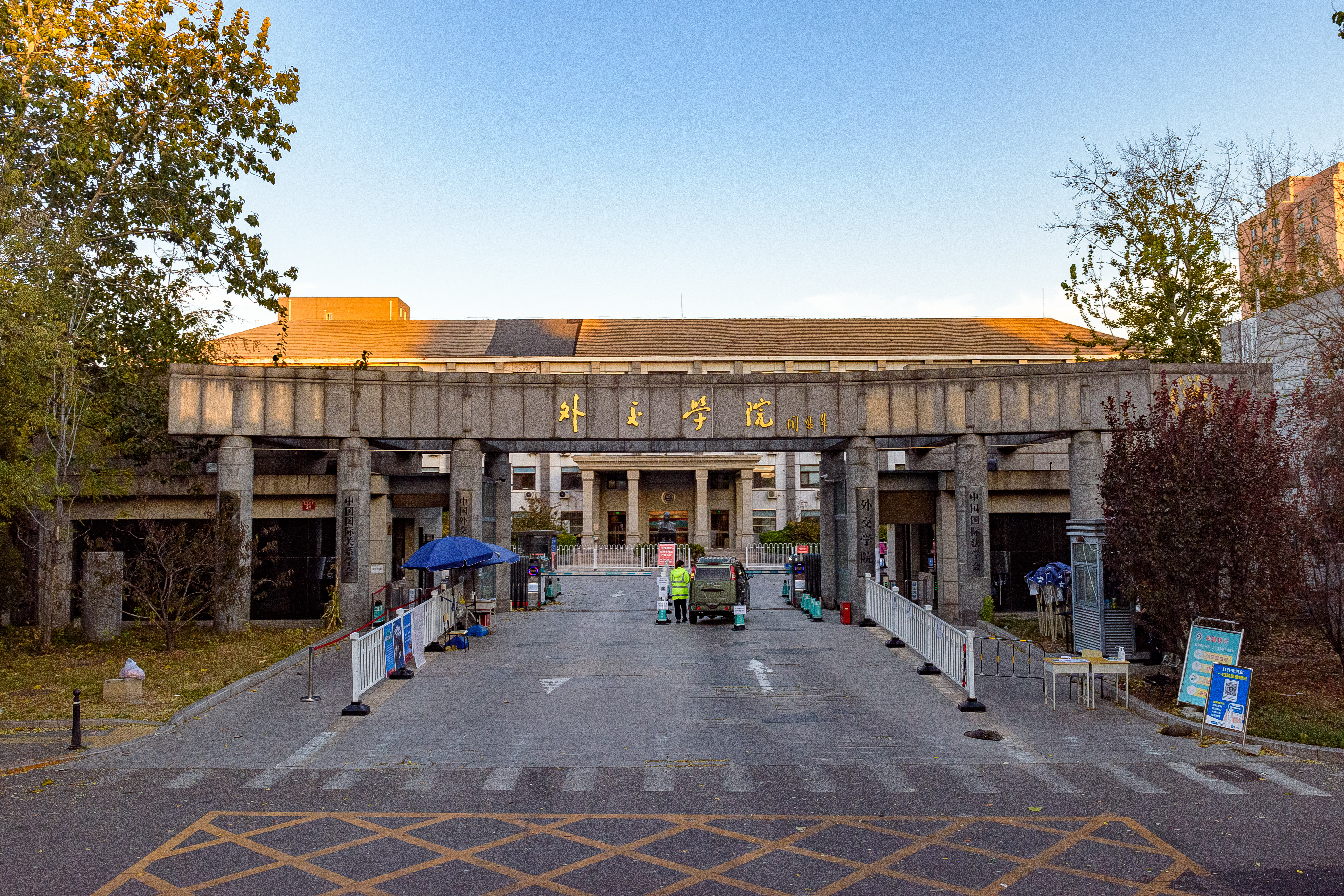
展览路校区校门
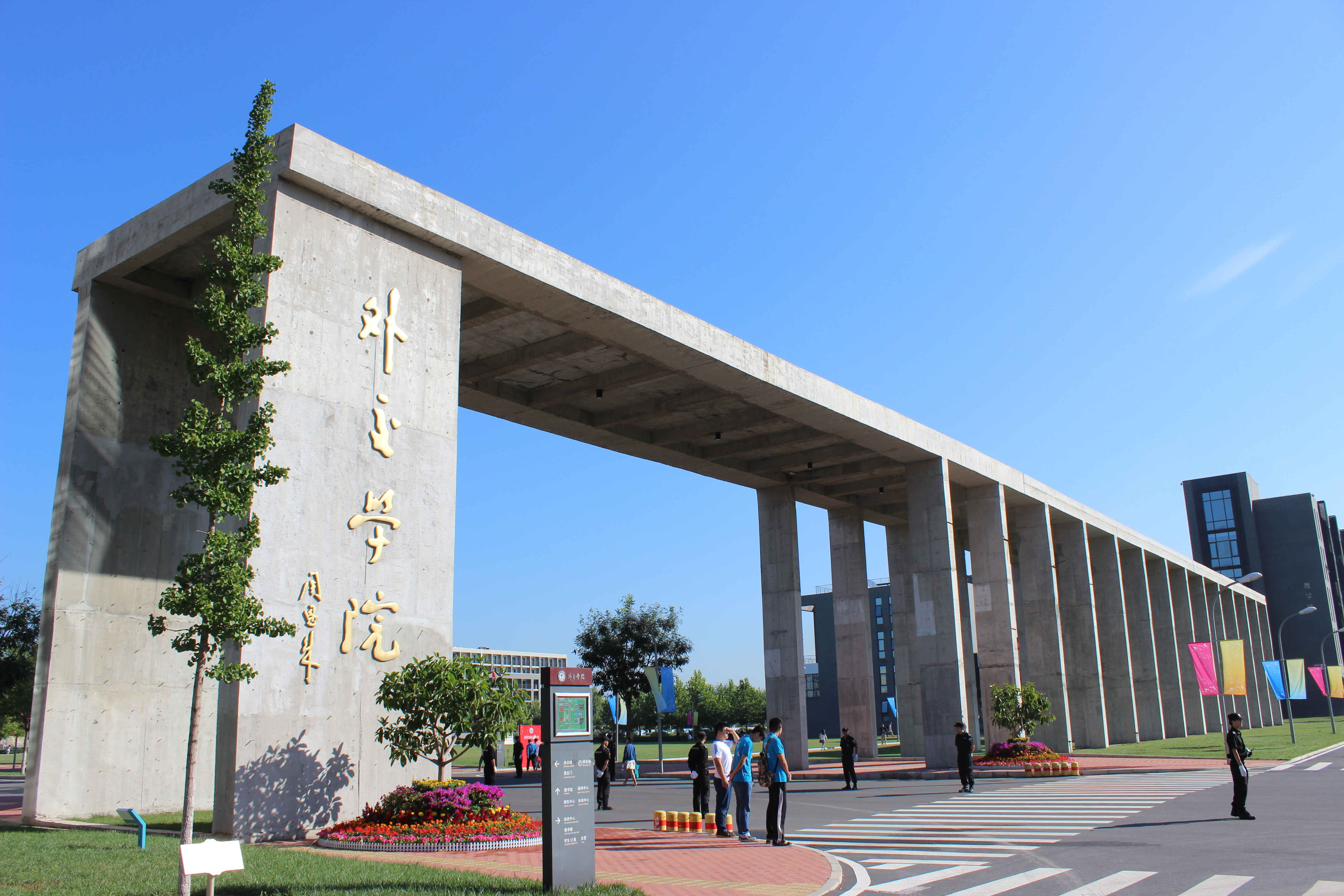
沙河校区正门
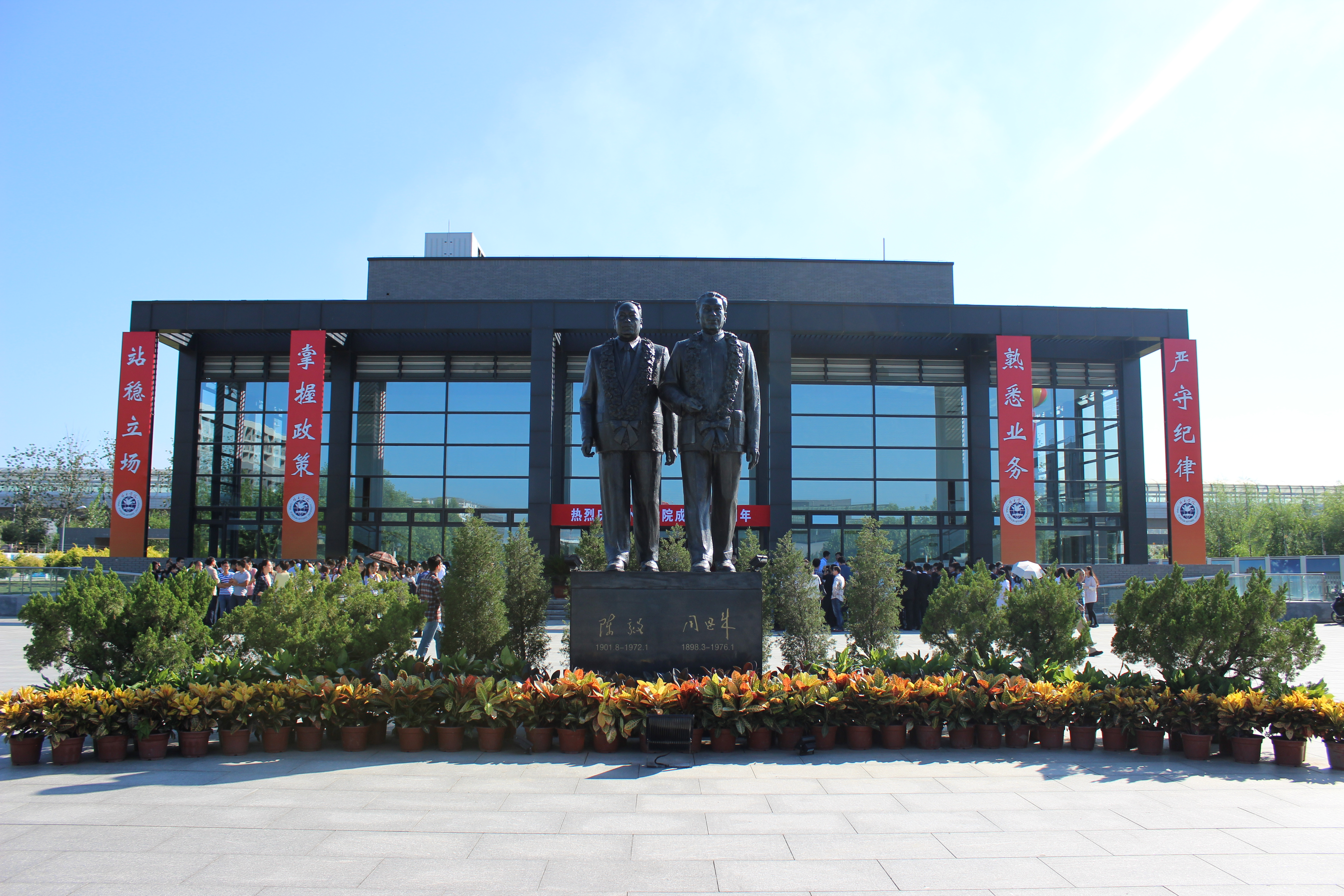
沙河校区礼堂前的周恩来与陈毅纪念铜像

## 招生、教学与科研
外交学院现设有外交学与外事管理系、英语系、外语系、国际法系和国际经济学院五个系部，下设学士专业11个，双学位专业1个。外交学院是全国首先设立外交学本科专业的高校，也是国家首批国际关系学和外交学专业硕士和博士授予单位，现拥有国际关系、外交学2个国家级重点学科，政治学和英语语言文学2个北京市重点学科，博士后流动站1个，一级学科博士点1个，一级学科硕士点3个，二级学科博士点4个，二级学科硕士点15个及3个专业学位授予权。两个国家一级学会：中国国际关系学会和中国国际法学会也设在外交学院。
外交学院属于全国高考提前批次录取学校，因此其生源质量在全国高校中处于领先地位。每年外交学院的语言类专业还能面向全国17所拥有保送生资格的外国语中学招收学生。
外交学院是中华人民共和国最早从事国际关系教学与研究的智库之一，下设国际关系研究所等数十个研究所与研究中心，涵盖世界主流国家与地区的外交研究。
外交学院十分重视与国外院校或机构开展交流与合作，建立友好往来与学术交流关系，目前合作院校已有84所，分布于27个国家或地区。

## 学生活动

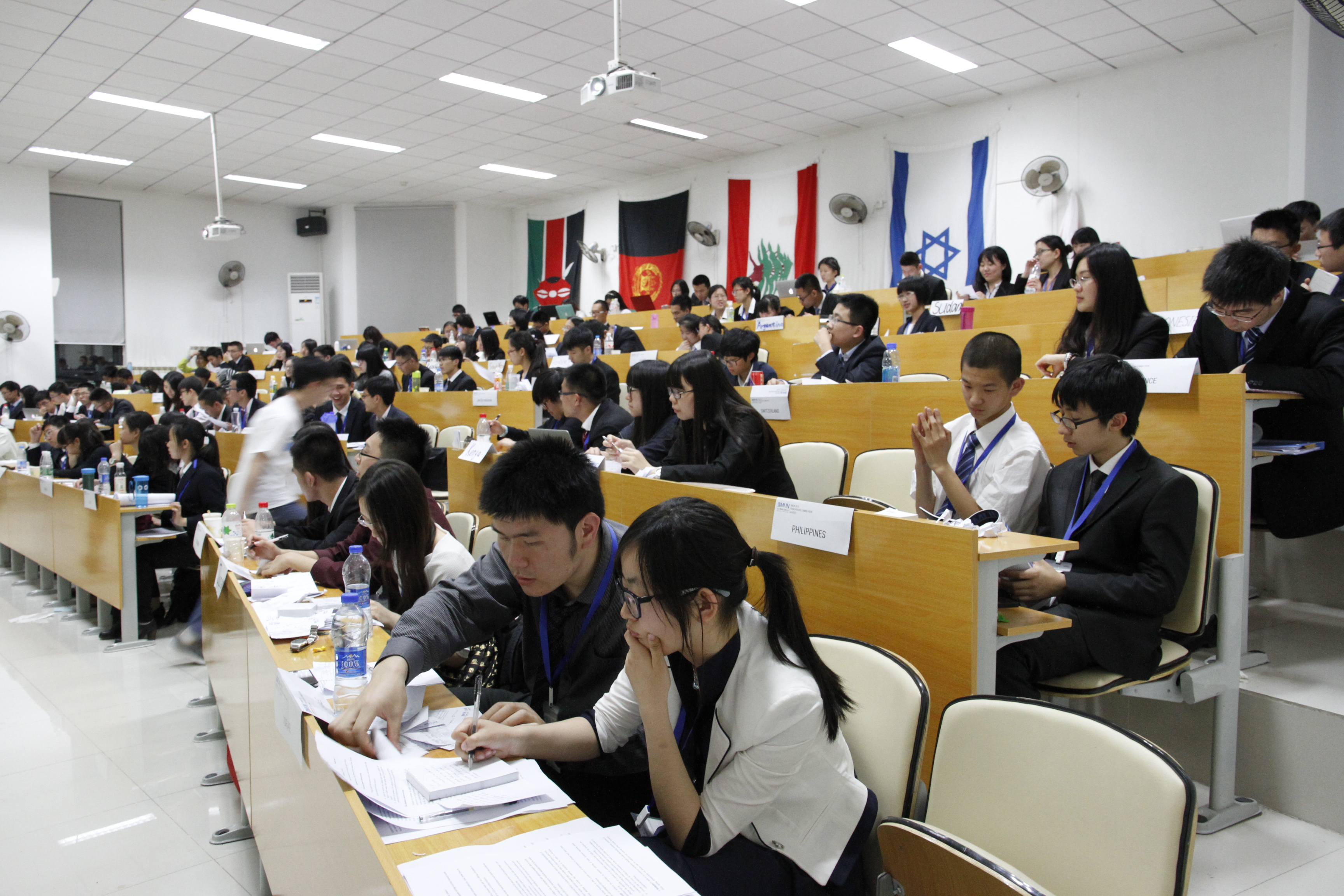
2015北京模拟联合国大会联大第一委员会会场

外交学院的学生活动丰富，其中尤其以外交外事特色活动最为突出。

### 模拟联合国
外交学院是中国大陆第一所举办模拟联合国活动的高校。1995年6月3日，在英语系袁士槟教授和研究生部熊志勇老师的带领下，外交学院举行了第一届模拟联合国大会，是次大会也是中国学生首次在中国境内参与模拟联合国活动。2002年5月，外交学院与中国联合国协会共同主办了2002北京模拟联合国大会，成为国内第一个校际间的模拟联合国会议，北京模拟联合国大会也成为了中国高校模拟联合国会议三强之一。在2004年，外交学院又与中国联合国协会合作主办了第一届中国模拟联合国大会。

## 历任领导
| 院长 1. 李恩求（1955年 - 1959年） 2. 陈辛仁（1959年 - 1961年） 3. 陈毅（1961年 - 1969年） 4. 刘春（1982年 - 1986年） 5. 周南（1986年 - 1988年） 6. 章曙（1988年 - 1992年） 7. 刘山（1992年 - 1998年） 8. 杨福昌（1999年 - 2003年） 9. 吴建民（2003年 - 2008年） 10. 赵进军（2008年 - 2014年） 11. 秦亚青（2014年 - 2019年） 12. 徐坚（2019年 - 2022年） 13. 王帆（2022年至今） | 党委书记 1. 李恩求（1955年 - 1959年） 2. 陈辛仁（1959年 - 1969年） 3. 刘春（1982年 - 1986年） 4. 周南（1987年 - 1988年） 5. 章曙（1988年 - 1991年） 6. 石午山（1991年 - 1996年） 7. 刘山（1996年 - 1998年） 8. 石午山（1998年 - 2001年） 9. 安永玉（2001年 - 2005年） 10. 秦亚青（2005年 - 2014年） 11. 袁南生（2014年 - 2017年） 12. 齐大愚（2017年 - 2020年） 13. 崔启明（2020年 - 2024年） 14. 王世廷（2024年至今） |

## 知名校友

### 外交领域

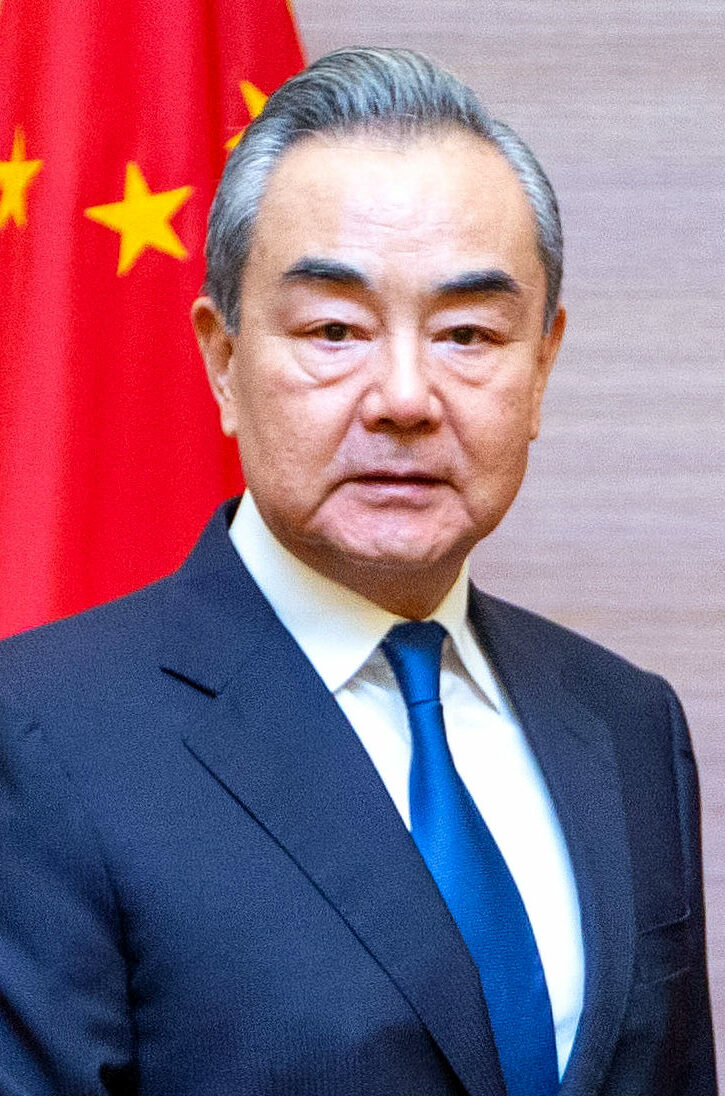
第二十届中共中央政治局委员王毅

- 王毅：中共中央政治局委员、中央外事办公室主任、外交部部长
- 孙亚夫：中共中央台办、国务院台办副主任
- 戴秉国：前国务委员、前中央外事工作领导小组办公室主任、前中央国家安全工作领导小组办公室主任
- 秦华孙：前外交部部长助理、前中华人民共和国常驻联合国代表
- 刘华秋：前国务院外事办主任、前外交部副部长
- 厉声教：前外交部顾问、国际法学家
- 谢锋：中国驻美国大使、前外交部副部长
- 卢沙野：中国驻法国大使、前驻加拿大大使
- 姜瑜：外交部驻香港特别行政区特派员公署副特派员，前外交部新闻发言人
- 刘为民：应急管理部国际合作和救援司司长，前外交部新闻发言人
- 张璐：外交部翻译司副司长
- 沈允熬：中国前驻阿根廷、巴西大使
- 卢秋田：中国前驻德国、卢森堡、罗马尼亚大使
- 王永成：中国前驻赤道几内亚大使
- 范慧娟：前外交部新闻发言人，中国前驻爱尔兰大使
- 李永谦：中国前驻布基纳法索、马里大使
- 赵宝珍：中国前驻马达加斯加、科特迪瓦大使
- 江康：中国前驻多哥大使
- 高善海：中国前驻汤加大使
- 張直鑑：中国前驻芬兰大使
- 仇伯华：中国前驻莱索托大使
- 任小萍：前外交学院副院长，中国前驻安提瓜和巴布达、纳米比亚大使
- 苏格：中国前驻苏里南、冰岛大使
- 冯志山：中国前驻布基纳法索大使
- 曲星：中国国际问题研究所所长，中国前驻法国公使
- 许光建：前联合国国际海洋法法庭法官
- 王光明：前中国驻扎伊尔首席军事专家、前中国人民解放军三军仪仗队、军乐团总领队
- 耿爽：中国常驻联合国副代表、前外交部新闻发言人
- 汪文斌：外交部新闻发言人、中国前驻突尼斯大使
- 毛宁：外交部新闻发言人

### 其他
- 黄健翔：中国著名体育评论员，一级播音员
- 陶驷驹：前中共中央委员、公安部部长
- 芮成钢：前中国中央电视台财经频道著名主播
- 农群华：前羽毛球双打世界冠军
- 邓正来：著名法学家、政治学家，复旦大学特聘教授
- 杨宇军：前国防部新闻事务局局长、国防部新闻发言人
- 宿菲菲：单机游戏网站3DMGAME站长
- 牟小丹：前中国中央电视台少儿频道编导

## 评价

### 正面评价
外交学院作为中国外交部唯一的直属高校，在全国首先设立外交学本科专业，也是国家首批国际关系学和外交学专业硕士和博士授予单位，代表了中国外交学研究的最高水平，在国际上受到了较为广泛的赞誉。
- 联合国秘书长潘基文2008年7月1日在外交学院演讲时，称外交学院是“积极、互动地讨论与中国有关的各项议题的权威论坛”。[31]
- 法國前总统希拉克2009年4月29日在外交学院演讲时，称外交学院是为“中国外交培养最优秀的人才”的高等学校。[32]
- 美国驻华大使骆家辉2012年5月17日在外交学院演讲时，称外交学院为“培育外交人才的摇篮”。[33]

### 负面评价
对外交学院的负面评价，多集中在以下几个方面：
- 学院并不是“211工程”和“985工程”大学，规模小、资金来源少，甚至导致资金违规使用[21]，因此无法提供最优质的教育资源与生活条件；
- 校内的人文学习氛围不足，学生以学习外语为第一要务，忽视了参与外交工作的知识与能力[34]，被戏称为“译而优则仕”[35]；
- 学院虽然凭借高考提前批招生，能够招到许多优质生源，但由于学生本身对“屈居”外交学院的“不服气”，使得校内急功近利现象明显，勾心斗角频繁，培养出的学生多半过分自傲[34]。

而针对以上观点，也存在部分反对意见，认为其言过其实，反而体现出学院的本科生与研究生之间存在激烈矛盾，容易产生互相攻讦的氛围。

## 轶事

### “外交官摇篮纷争”
外交学院由于培养了一大批中华人民共和国的高级外交人才，因此被誉为“中国外交官的摇篮”，但同时北京外国语大学也因为曾经诞生过数百位大使，而被誉为“共和国外交官摇篮”。两校学生对“外交官摇篮”称号的归属问题十分敏感，甚至因此多次在网上爆发争执矛盾。
2012年9月10日，时任国务院总理温家宝在外交学院沙河校区发表演讲时，为外交学院赠送了“中国外交官的摇篮”的亲笔题词，被外交学院学生广泛认为是对自己学校“外交官摇篮”名号的“正名”。